# Niphoparmena marmorata
Niphoparmena marmorata là một loài bọ cánh cứng trong họ Cerambycidae.